# علیرضا افضلی‌پور

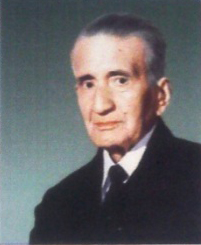

علیرضا افضلی‌پور (۶ فروردین ۱۲۸۸ – ۱۸ فروردین ۱۳۷۲) شیمی‌دان و فرد نیکوکاری بود که به همراه همسرش فاخره صبا به عنوان بنیانگذاران دانشگاه کرمان شناخته می‌شود. مهندس علیرضا افضلی‌پور در تفرش متولد شد و در تهران تحصیلات خود را به پایان رساند. در سال ۱۳۱۰ موفق به اخذ دیپلم شد و پس از قبولی در آزمون اعزام دانشجو به خارج از کشور برای تحصیل عازم فرانسه شد. وی پس از شش سال تحصیل در رشته شیمی با گرایش شیمی کشاورزی فارغ‌التحصیل شد و به ایران بازگشت. پس از انجام خدمت سربازی و مدتی استخدام در بانک کشاورزی از خدمت دولتی کناره گرفت و به تجارت وسایل و تجهیزات الکترونیکی پرداخت و از این طریق به فرد ثروتمندی بدل شد.
وی به همراه همسرش فاخره صبا تصمیم گرفت تا ثروت خود را صرف تأسیس مرکز آموزشی (دانشگاه) نماید. پس از آن که ۵۰۰ هکتار زمین به بنای دانشگاه اختصاص داده شد، عملیات تأسیس دانشگاه با کمک مالی ۶۰ میلیون تومانی وی در آن زمان آغاز شد. دانشگاه به صورت رسمی در ۲۴ شهریور ۱۳۶۴ با حضور خود ایشان گشایش یافت. وی همچنین به بنای دانشگاه علوم پزشکی کرمان نیز کمک فراوان نمود و دانشکدهٔ پزشکی این دانشگاه اکنون «دانشکدهٔ پزشکی مهندس افضلی‌پور» نامیده می‌شود. همچنین یک بیمارستان ۴۶۲ تخت‌خوابی آموزشی درمانی نیز به نام وی در کرمان به ثبت رسیده‌است.

## زندگی
علیرضا افضلی‌پور، فرزندِ حسین افضلی‌پور، در روز دوشنبه ششم فروردین ۱۲۸۸ هجری شمسی در تفرش به دنیا آمد. او تحصیلات ابتدایی را در دبستان های اشرف، اقدسیه و سیروس به پایان رساند و دوره دبیرستان را در مدارس دارالمعلمین مرکزی و سپس شرف گذراند. در خرداد سال ۱۳۱۰ دوره دبیرستان را به پایان رساند و در شهریور ۱۳۱۰ برای ادامه تحصیل عازم کشور فرانسه گردید. او یک سال را در دبیرستان شهر «شربور» برای آشنایی با محیط آموزشی کشور فرانسه و آماده شدن برای ورود به دانشگاه تحصیل کرد. بعد از یک سال در سال ۱۳۱۱ وارد دانشگاه شهر «بوردو» در فرانسه شد و در سال ۱۳۱۴ موفق به اخذ درجه لیسانس شیمی گردید. سپس برای دوره تکمیلی تحصیلات شیمی کشاورزی به شهر «لیل» رفت و به مدت دو سال دوره تخصصی شیمی کشاورزی را گذراند. مهندس علیرضا افضلی‌پور پس از پایان تحصیلات عالی در آذرماه ۱۳۱۶ به ایران بازگشت.
پس از بازگشت برای انجام خدمت سربازی اعزام شد و در سالهای ۱۳۱۷ و ۱۳۱۸ با درجه ستوان سومی در رشته مهندسی مخابرات در لشکر ۲ تهران دوران سربازی را به پایان برد. او در فروردین ماه ۱۳۱۹ به استخدام دولت در بانک کشاورزی درآمد اما در سال ۱۳۲۵ از خدمت دولتی کناره گرفت و به تجارت بازرگانی در رشته برق روی آورد. او تاجری موفق بود و توانست سرمایه‌ای فراهم کند. اما همیشه پند پدر در اندیشه او زنده بود که «پسرم برو تحصیل کن، همه چیز را بیاموز و بعد که برگشتی به فرهنگ مملکتت خدمت کن».
آقای محمدعلی کشاورز یار و یاور و دوست و برادر مهندس افضلی پور بود و تا پایان عمر به همراه خانواده خود در کنار ایشان بود.
او در سال ۱۳۴۸ در ۶۲ سالگی با فاخره صبا ازدواج میکند و در سال ۱۳۴۹ اندیشه خود و تصمیم بزرگش را با ایشان مبنی بر انفاق دارایی در راه خدمت به فرهنگ و علم و دانش در میان میگذارد. تصمیم سترگ او با استقبال همسرش که خود از شخصیتهای فرهنگی بود، روبرو می‌شود. این دو فرهیخته همپیمان میشوند که دانشگاهی در یکی از مناطق محروم کشور بسازند و سرانجام این قرعه به نام کرمان می‌خورد.
پس از انجام مطالعات گسترده و بازدید از اکثر دانشگاه‌های ایران و برخی دانشگاه‌های اروپا، شهر کرمان را برای دانشگاه خود برگزید. عملیات تأسیس دانشگاه با کمک مالی ۶۰ میلیون تومانی وی در آن زمان آغاز شد. دانشگاه به صورت رسمی در ۲۴ شهریور ۱۳۶۴ با حضور خود وی گشایش یافت. این مرکز آموزشی اکنون با نام دانشگاه شهید باهنر کرمان شناخته می‌شود و مجموعه مرکزی آن «پردیزه افضلی‌پور» نام دارد. وی همچنین به بنای دانشگاه علوم پزشکی کرمان نیز کمک فراوان نمود و دانشکدهٔ پزشکی این دانشگاه اکنون «دانشکدهٔ پزشکی مهندس افضلی‌پور» نامیده می‌شود. همچنین یک بیمارستان ۴۶۲ تخت‌خوابی آموزشی درمانی نیز به نام وی در کرمان نامگذاری شده‌است. علیرضا افضلی‌پور در تاریخ هجدهم فروردین ماه ۱۳۷۲ به دیار باقی شتافت.
همسر وی فاخره صبا (متوفی تیر ۱۳۸۶) خواننده اپرا و استاد دانشگاه تهران بود که در فعالیت‌های نیکوکارانه همسرش وی را یاری رساند. آرامگاه مهندس افضلی‌پور در امامزاده عبدالله و آرامگاه همسر وی در قطعه هنرمندان بهشت زهرای تهران واقع است.